# Guy Murat
Guy Murat, né le 23 septembre 1912 à Cajarc, (Lot) et décédé le 26 janvier 1987 à Figeac (Lot), est un homme politique français. Il est notamment maire de Cajarc de 1959 à 1971 et député de la 2e circonscription du Lot de 1969 à 1973.

## Biographie
Guy Murat commence sa carrière d'élu local en mai 1945, quand il devient conseiller municipal de la commune de Cajarc dont il devient maire en 1959. En 1965, le Premier Ministre Georges Pompidou qui possède une résidence à Cajarc, souhaite s'implanter dans le Lot et il rejoint la liste de Murat qui est réélu à la mairie. Pour les législatives de 1967, Bernard Pons candidat de l'UD-Ve lui propose d'être son suppléant dans la 2e circonscription du Lot ou ils doivent faire face à Georges Juskiewenski, député sortant et maire de Figeac. Bernard Pons est élu au second tour contre le communiste Henri Thamier avec 54,38 % et le tandem Pons-Murat est réélu lors des élections de juin 1968.
Nouvellement élu à la Présidence de la république, Georges Pompidou fait entrer Bernard Pons au gouvernement et donc Guy Murat le remplace à l'Assemblée Nationale. Candidat à sa réélection lors des municipales de 1971, sa liste est battue au premier tour par celle de Guy Mirabel (MRG). Lors des législatives de 1973, Pons et Murat ne doivent leur victoire qu'à 265 voix d'avance sur le vice-président du conseil général et candidat PS Martin Malvy, à la suite de sa réélection, Bernard Pons quitte le gouvernement pour siéger à l'Assemblée. La carrière politique de Guy Murat se termine en 1978 quand Pons quitte le Lot pour l'Essonne.

## Détail des fonctions et des mandats
- 15 mars 1959 - 21 mars 1971 : Maire de Cajarc
- 22 juillet 1969 - 11 mars 1973 : Député de la 2e circonscription du Lot